# The Best of Creedence Clearwater Revival
The Best of Creedence Clearwater Revival est une compilation du groupe Creedence Clearwater Revival.

## Titres

### Disque 1
1. Proud Mary – 3:11
2. Bad Moon Rising – 2:25
3. Suzie Q – 4:40
4. Up Around the Bend – 2:46
5. Run Through the Jungle – 3:11
6. Good Golly Miss Molly  – 2:43
7. Someday Never Comes  – 3:57
8. Commotion – 2:46
9. Who'll Stop the Rain – 2:32
10. Green River – 2:35
11. I Heard It Through the Grapevine  – 11:02
12. Lodi – 3:13
13. Lookin' Out My Back Door – 2:36
14. Have You Ever Seen the Rain? – 2:42

### Disque 2
1. Travelin' Band – 2:11
2. Down On the Corner – 2:45
3. Born On the Bayou  – 5:58
4. Cotton Fields – 2:58
5. Hello Mary Lou – 2:12
6. The Midnight Special – 4:13
7. Walk On the Water  – 4:41
8. Bootleg  – 3:02
9. Hey Tonight – 2:47
10. Fortunate Son – 2:21
11. I Put a Spell on You – 4:30
12. Sweet Hitch-Hiker  – 2:56
13. The Night Is the Right Time – 3:10
14. Long As I Can See the Light  – 3:30